# Крижанівський Віктор Володимирович (дипломат)
Віктор Володимирович Крижанівський (21 грудня 1961, Житомир, УРСР — 16 жовтня 2021, Київ, Україна) — український дипломат. Надзвичайний і Повноважний Посол України.
Спеціальний представник України з придністровського врегулювання.

## Біографія
Народився 21 грудня 1961 в Житомирі.
У 1984 році закінчив КНУ ім. Шевченка, юрист, аспірантуру Інституту держави і права Академії наук УРСР, кандидат юридичних наук. Володіє іноземними мовами: англійська, російська.
У 1984—1989 рр. аспірант, молодший науковий співробітник Інституту держави і права Академії наук УРСР, Київ
У 1990—1990 рр. головний економіст, завідувач відділом асоціації «Укрінтур», Київ
У 1990—1992 рр. комерційний директор київського спільного підприємства «Аполо».
З 02.1992 по 12.1992 — другий, перший секретар відділу Наради з безпеки і співробітництва у Європі та регіонального співробітництва МЗС України.
З 12.1993 по 04.1995 — завідувач відділом — начальник Управління Наради з безпеки і співробітництва у Європі та Європейського регіонального співробітництва МЗС України
З 04.1995 по 06.1998 — радник Постійного представництва України при міжнародних організаціях у Відні.
З 06.1998 по 08.1998 — заступник начальника Управління європейської та трансатлантичної інтеграції МЗС України
З 08.1998 по 01.1999 — заступник начальника Управління Євроатлантичної інтеграції МЗС України — завідувач відділом НАТО та Західноєвропейського співробітництва
З 01.1999 по 09.2000 — заступник начальника Управління Євроатлантичної інтеграції МЗС України.
З 09.2000 по 03.2003 — заступник Постійного представника України при міжнародних організаціях у Відні.
З 03.2003 по 03.2005 — заступник Керівника Головного управління з питань зовнішньої політики Адміністрації Президента України.
З 09.2005 по 09.2008 — заступник Постійного представника України при Організації Об'єднаних Націй.
З 08.2008 по 06.07.2010— Спеціальний представник України з питань придністровського врегулювання.
З 27 жовтня 2010  по 13 червня 2017 — Надзвичайний і Повноважний Посол України в Естонії.
З 21 серпня 2017 Спеціальний представник України з придністровського врегулювання.
17 жовтня 2021 року загинув у результаті нещасного випадку в Києві після падіння зі сходів у власному будинку.

## Дипломатичний ранг
- Надзвичайний і Повноважний Посол — серпень 2013